# Christian Tryde
Just Adam Christian Tryde, född 16 mars 1834 i Köpenhamn, död där 6 december 1904, var en dansk läkare.
Tryde blev student vid Metropolitanskolen 1852 och avlade läkarexamen 1858. Han tjänstgjorde därefter som underläkare på Garnisonssjukhuset och kandidat på Frederiks Hospital i Köpenhamn och blev 1860 utnämnd till fjärdeläkare på sinnessjukanstalten vid staden Slesvig. År 1861 blev han medicine doktor på en avhandling om elektroterapi, 1862 tredjeläkare vid nämnda anstalt och 1863 andreläkare. Fördriven från Slesvig i samband med dansk-tyska kriget 1864 tjänstgjorde han en kort tid som kandidat vid Sankt Hans Hospital vid Roskilde och var 1864-1866 förste underläkare vid Frederiks Hospital. År 1865 inrättade han ett institut för elektroterapi i Köpenhamn och verkade som privatdocent i sitt ämne.
År 1867 sökte han ett nyinrättat lektorat vid Köpenhamns universitet i rättsmedicin och hygien. Han fick ej tjänsten, men en i samband med detta framställd avhandling om tillräknelighet gav honom betydande erkännande. År 1869 företog han en utlandsresa för att studera fängelser och sinnessjukanstalter, 1870 fick han mandat av regeringen att undersöka fängelsestraffens inverkan på förbrytarnas sinnesbeskaffenhet. Åren 1869-1877 var han distriktsläkare i Köpenhamn, 1874-1887 censor vid läkarexamen, 1875-1886 läkare vid straffanstalten på Christianshavn och 1877-1886 polisläkare i Köpenhamn.
Han fördjupade sig i hygienisk-bakteriologiska studier, särskilt om dricksvattnet och tyfussmitta, vars resultat han presenterade i flera avhandlingar och 1886 utgav samlade. Han var även medlem av kommittén för inrättandet av en asyl för sinnesslöa och vanföra barn, av kommissionen för de sinnesslöas väl och av kommissionen för ordnandet av rättsläkarväsendet med anledning av jurydomstolarnas införande. 
År 1886 utnämndes han till stadsläkare i Köpenhamn och fick ansvaret för att verkställa den nya hälsovårdsstadgan för huvudstaden. Vid den hygieniska kongressen i Köpenhamn 1888 var han dess president, men 1897 blev han av hälsoskäl tvungen att lämna sin tjänst som stadsläkare. Han fortsatte dock sitt vetenskapliga arbete och publicerade 1901 en större rättsmedicinsk avhandling: Sindssygdom og strafskyld for dansk domstol.